# Leila Aboulela
Leila Aboulela (Caïro, 1964) is een Soedanese schrijfster van Engelstalige proza. Ze schrijft voornamelijk over haar geloof, de islam.

## Biografie
Aboulela is geboren in Caïro, Egypte in 1964 en is opgegroeid in Khartoum, Soedan. Ze heeft een Egyptische moeder en een Soedanese vader waardoor ze opgegroeid is met de roerige geschiedenis van Soedan én Egypte. Aboulela is naar school gegaan in Khartoum en studeerde daar ook aan de universiteit. Hier heeft ze haar Economie diploma behaald in 1985. Later heeft ze ook nog statistiek gestudeerd aan de London School of Economics. In 1990 is Aboulela met haar gezin naar Aberdeen verhuisd voor het werk van haar man. Deze verhuizing heeft haar naar eigen zeggen de inspiratie gegeven voor haar eerste roman, The Translator, (Nederlandse vertaling: De vertaalster). Bovendien is deze stad het decor voor meerdere van haar boeken. Aboulela begon in 1992 met schrijven, terwijl zij ondertussen eerst als lector werkte op Aberdeen College, en later als onderzoeksassistent op de Universiteit van Aberdeen. In de periode van 2000-2012 heeft Aboulela veel gereisd. Ze heeft onder andere gewoond in Jakarta, Dubai, Abu Dhabi en Doha.
Aboudela is de moeder van drie kinderen en een zeer toegewijde moslima. De islam is een belangrijk thema in haar werk.

## Literaire carrière
Het werk van Aboulela wordt omschreven als moslimimmigratieliteratuur. De meest voorkomende thema’s in haar werk zijn de verschillen in de cultuur tussen de moslimgemeenschap en de westerse gemeenschap. Ze schrijft onder andere over islamofobie; met name over intimidatie van vrouwen die een hijab dragen, culturele hybriditeit, “mixed-race relationships’ en over het probleem van assimilatie. Haar fictie-werk heeft een hoog taalkundig niveau omdat Aboulela het Engels combineert met Arabische termen en Schotse straattaal. Abouelela maakt daarnaast gebruik van intertekstualiteit door in haar verhalen de Koran, Arabische dichters, westerse romantische fictie en Soedanese schrijvers te citeren. Haar verhuizing van Soedan naar Schotland heeft, mede door haar angst om haar identiteit te verliezen en haar heimwee, volgens haarzelf bijgedragen aan haar ontwikkeling als schrijver. 
Grote inspiratiebronnen voor haar zijn de Soedenese schrijver Tayeb Saleh en de Egyptische schrijver Nagieb Mahfoez. In tegenstelling tot Saleh legt ze minder de nadruk op het verleden. Salihs werk richt zich op de tegenstellingen van de jaren 60 en 70 in Schotland, terwijl Aboulela de nadruk legt op de Islam als oplossing.
Aboulela is een veelzijdig schrijfster en heeft onder andere vier romans, een collectie van korte verhalen en enkele hoorspelen geschreven. Haar werk is in 14 talen vertaald. Bovendien heeft ze in 2000 de Caine-prijs gewonnen voor haar korte verhaal The Museum en zijn meerdere werken op de longlist geplaatst voor de Orange Prize for Fiction.

## De islam
De islam is een veelvoorkomend thema in het werk van Aboulela. Haar werk is bedoeld om de  islamitische theologie, shari'a en rituelen uit te leggen aan islamitische en niet-islamitische lezers die geen toegang hebben tot de islamitische traditie in de oorspronkelijke taal en die leven in overwegend seculiere of niet-islamitische samenlevingen. De hoofdpersonages, vaak islamitische vrouwen met een lage intelligentie en weinig keuzes in het leven, worden geconfronteerd met de kwestie hoe ze hun verlangens en daden kunnen harmoniseren met de regels van het islamitisch geloof, wet en ritueel. Deze hoofdpersonages leven in een samenleving die hen en hun religie met achterdocht en vijandigheid bekijkt, terwijl zij hun weg naar God proberen te vinden. De personages zijn echter vaak aan het eind meer tevreden dan aan het begin van de verhalen, dankzij hun religieuze ontwaking en spirituele groei. Hun kracht komt niet voort uit persoonlijke kwaliteiten, maar uit hun geloof en hun strijd om te leven volgens de voorschriften van God. De hoofdpersonages illustreren dat het geloof versterkend kan werken.

## De Vertaalster
Het boek De Vertaalster, geschreven in 1999 en naar het Nederlands vertaald in 2001, is het bekendste boek van Aboulela. Het is bekroond met onder andere de Saltire Society Scottish First Book of the Year Award in 2000, en heeft op de longlist gestaan voor de IMPAC en de Orange prize for fiction. Het boek gaat over een islamitisch Soedanese weduwe, Sammar, die verliefd wordt op de Schotse Midden-Oosten professor Rae. Het verhaal speelt zich af in zowel Khartoum als in Aberdeen, geïnspireerd door Aboulela’s eigen ervaringen.
In dit verhaal staat vertalen centraal. Dit is te zien aan de titel van het verhaal, het feit dat Sammar Arabisch naar het Engels vertaalt, en dat Sammar een poging doet om de islamitische ideologie te vertalen voor Rae.  
De Vertaalster is in grote mate beïnvloed door Charlotte Brontë’s Jane Eyre en Sammar wordt door Aboulela zelf omschreven als een moslimversie van Jane Eyre.

## Prijzen
- 2000 Caine-prijs voor The Museum
- 2000 Saltire Society Scottish First Book of the Year Award (shortlist), The Translator
- 2002 PEN Macmillan Macmillan Silver PEN Award (shortlist), Coloured Lights
- 2003 Race and Media Award (shortlist - radio drama serialisation), The Translator
- 2011 Short-listed for the Commonwealth Writers Prize- Europe and S. E Asia, Lyrics Alley
- 2011 Fictie Winnaar van de Scottish Book Awards, Lyrics Alley

## Leestips
- Chambers, Claire (2009). Interview with Leila Aboulela 3 (1): 86-102.
- Hassan, Waïl (2008). Leila Aboulela and the Ideology of Muslim Immigrant Fiction 41 (2,3).
- Leila Aboulela visits her old school in Khartoum 2008. www.youtube.com.